# На выход!
«На вы́ход!» — российская телеигра, являвшаяся неофициальной адаптацией формата «The Weakest Link». Особенностью телепередачи являлось удаление одного из игроков в конце каждого игрового раунда, что производилось голосованием всех игроков. Программа транслировалась в эфире с 8 марта по 15 июня 2023 года на телеканале «СТС».
Ведущая проекта — Мария Киселёва.

## История

### Предыстория
С 1 октября 2019 года было объявлено о том, что право на лицензирование формата «The Weakest Link» в России приобрела «Студия 2В» для трансляции на телеканале «Мир». Велись переговоры с первой ведущей — Марией Киселёвой, которая дала согласие на ведение шоу. Премьера состоялась 14 февраля 2020 года на телеканале «Мир».
Проблемы с лицензированием на производство «Слабого звена»
1 марта 2022 года, в связи с вторжением России на Украину, компания «BBC Studios» приняла решение больше не продавать права на производство своих телепередач в Россию, а также потребовала прекратить их трансляцию. Однако, поскольку права на формат были приобретены до конца года, показ уже отснятых и съёмки новых выпусков не останавливались. Последний выпуск «Слабого звена» на телеканале «Мир» вышел в эфир 13 января 2023 года.

### Перезапуск
С 8 марта 2023 года в 20:00 на телеканале СТС, а с 17 марта 2023 года — на телеканале СТС International стала транслироваться телеигра под названием «На выход!», проводящаяся по схожим правилам (с некоторыми изменениями) и без участия иностранного дистрибьютора. Она является вольной интерпретацией формата «The Weakest Link», который ранее был адаптирован в России под названием «Слабое звено». Телеигра «На выход!» практически повторяет этот формат, производством игры занимается тот же производитель («Студия 2В», впоследствии переименованная в «2V Media») и та же команда, а съёмки проводятся в том же павильоне с прежней ведущей — Марией Киселёвой.
С 5 апреля по 22 мая 2023 года телеигра отсутствовала в эфире из-за предстоящего низкого рейтинга. С 22 по 25 мая 2023 года программа транслировалась с понедельника по четверг в 18:00, а с 30 мая по 15 июня 2023 года программа транслировалась со вторника по четверг в 13:00.. Последний выпуск шоу На выход! на СТС был показан 15 июня 2023 года но при этом на СТС International шли повторы программы до мая 2024 года.
27 июня 2023 года было объявлено о том, что программа больше не будет выходить на телеканале СТС. Также 30 января 2024 года с сайта телеканала убрали анкету на кастинг.
С 1 по 29 сентября 2024 года на телеканале «СТС Love» выходили повторы.

## Критика
Ведущая телешоу Мария Киселёва прокомментировала перезапуск телеигры следующим образом:

Здорово, что премьеру на СТС запланировали в такой праздничный день. Уверена, что приготовленные нами сюрпризы добавят яркие нотки и эмоции в жизни телезрителей. Но всё-таки хочется пожелать, чтобы каждый день были весна и 8 марта, мужчины говорили комплименты, дарили цветы, а женщина улыбалась и цвела изнутри. Вот это счастье! Мне кажется, главное — не только раз в год, а каждый день чувствовать себя именно так.

## Правила
Команда из восьми незнакомых людей пытается заработать приз размером до 400 000 рублей. Игра состоит из 7 раундов и финала. В каждом раунде команда может заработать до 50 000 рублей за ограниченный период времени. Время каждого раунда лимитировано: длительность первого раунда — 2,5 минуты, каждого последующего — на 10 секунд меньше предыдущего, предфинальный раунд — 1,5 минуты. Время для размышления над вопросами финала не ограничено.
Если кто-то из игроков отвечает неправильно или говорит «пас», цепочка правильных ответов рушится, а команда теряет деньги, заработанные в этой цепочке, и снова начинает строить цепь верных ответов. Чтобы сохранить деньги, игрок должен сказать слово «Банк» после того как услышит своё имя от ведущей, но до того, как будет задан вопрос, однако в этом случае команда также начинает строить цепь ответов заново. Денежная цепочка выглядит следующим образом:
| Номер вопроса | Сумма  |
| ------------- | ------ |
| 8             | 50 000 |
| 7             | 40 000 |
| 6             | 30 000 |
| 5             | 20 000 |
| 4             | 10 000 |
| 3             | 5 000  |
| 2             | 2 000  |
| 1             | 1 000  |

В каждом раунде выигрышем становятся только те деньги, которые игроки успели отправить в банк. В предфинальном раунде любая сумма, заработанная участниками, увеличивается вдвое, то есть, можно заработать до 100 000 рублей. Общая сумма заработанных в каждом раунде денег составляет конечный приз.

### Голосование
Во время голосования голос за кадром (Сергей Чонишвили) предоставляет телезрителям статистику игры (кто из игроков — сильнейший, кто — слабейший по итогам раунда, кто сколько денег отправил в банк, и так далее). Игроки статистики не знают и могут лишь руководствоваться при выборе кандидата на выбывание своими собственными наблюдениями во время раунда и всей игры.
После завершения каждого раунда (кроме последнего) проводится голосование. Каждый игрок пишет стилусом на экране своей стойки имя того, кто, по его мнению, должен покинуть команду. Однако в голосовании после первого раунда игрок также может написать своё имя, либо написать «прочерк», если он не желает отправлять соперника «на выход». «Прочерк» в результатах голосования не учитывается. Каждый участник по очереди произносит имя игрока, и выбранное им имя соперника, против которого тот голосует, выводится на монитор. После этого ведущая общается с некоторыми из игроков и выясняет, почему они проголосовали именно таким образом. Игрок, который должен покинуть команду, определяется большинством голосов. Если складывается ничья, окончательное решение принимает игрок раунда, который по статистике был самым сильным по итогу раунда. Так же участник может быть исключён из игры ведущим за подсказки другим игрокам во время раунда. В этом случае выбранный игрок раунда остаётся в игре, если он не является подсказчиком. Так же происходит, если после первого раунда все участники укажут «прочерк» — сильный игрок раунда всё равно будет обязан назвать имя одного из соперников.
После того, как игрок выслушал от ведущей полезный совет на будущее и язвительную фразу «На выход!», он направляется в комнату для интервью, где у него есть возможность высказать в адрес оставшихся участников свои пожелания (которые порой являются не самыми приятными).

### Финал
В финале участники играют друг против друга, лицом к лицу. Каждому из них ведущая задаёт по пять вопросов без вариантов ответа, чуть более сложные, чем в основных раундах. Кому будет задан первый вопрос, решает сильный игрок по итогам предфинального раунда. Время на размышление не ограничено. Кто ответит на большее количество вопросов правильно, тот и победил.
Раунд может завершиться и досрочно, если один из игроков дал больше правильных ответов, чем осталось вопросов его сопернику. Помимо этого, если все ответы участника до этого момента были верные, у него появляется выбор: забрать джекпот, либо продолжить отвечать на вопросы дальше. Если он сможет ответить на все пять вопросов, выигрыш будет удвоен. Таким образом, максимально возможный выигрыш может составить 800 000 рублей. Но есть и нюанс: если игрок в случае продолжения игры допустит хотя бы одну ошибку, то он тоже уйдёт ни с чем, как и проигравший финалист.
Если после пяти пар вопросов оба игрока ответили правильно на одинаковое количество вопросов, игра продолжается «до первого проигрыша». Теперь чтобы выиграть, надо ответить правильно при неверном ответе соперника. Если оба игрока отвечают одинаково (правильно или неправильно), ведущая задаёт ещё одну пару вопросов, и так далее.
После этого двое оставшихся игроков отправляются в комнату для интервью, где они также отзываются и делятся своими впечатлениями о прошедшей игре. В отличие от «Слабого звена», где интервью было в каждом выпуске, в программе «На выход!» оно было показано лишь в трёх выпусках из 18 (в первом, втором и четвёртом выпусках). В остальных выпусках программа завершалась сразу же, после того, как ведущая попрощалась со зрителями. В некоторых выпусках ведущая после того, как объявила выигравшего финал игрока победителем игры просила обоих финалистов сказать несколько слов об игре, что было своего рода интервью.